# Conde de Ávila
Conde de Ávila é um título nobiliárquico criado por D. Luís I de Portugal, por Decreto de 13 e Carta de 15 de Fevereiro de 1864, em favor de António José de Ávila, depois 1.º Marquês de Ávila e 1.° Duque de Ávila e Bolama.
Titulares
1. António José de Ávila, 1.º Conde e 1.º Marquês de Ávila e 1.° Duque de Ávila e Bolama;
2. António José de Ávila Júnior, 2.° Conde e 2.° Marquês de Ávila.

Após a Implantação da República Portuguesa, e com o fim do sistema nobiliárquico, usou o título: 
1. Manuel de Carvalho de Ávila, 3.° Conde de Ávila.